# Penne
För andra betydelser, se Penne (olika betydelser).

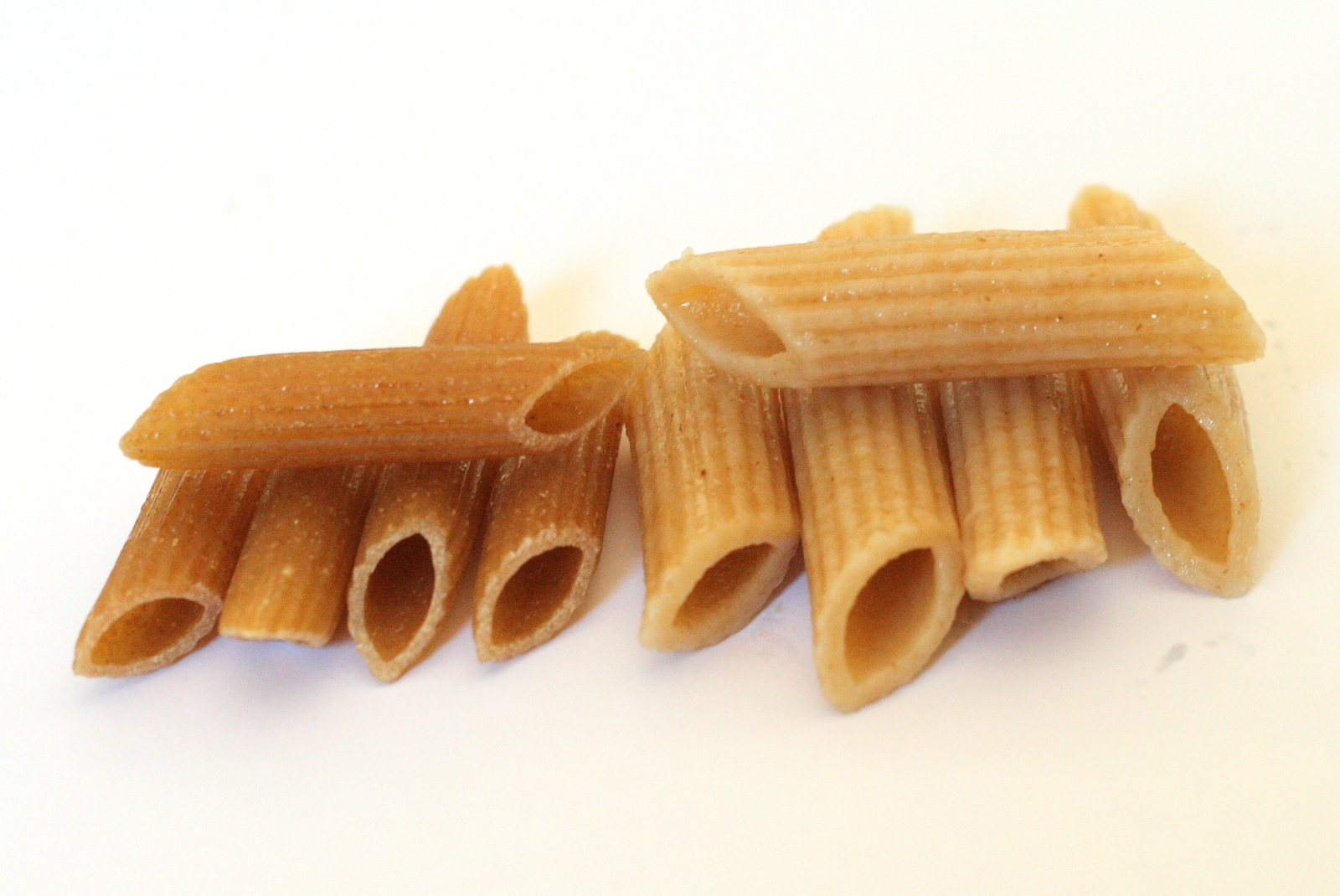
Penne rigate, okokt till vänster och kokt till höger

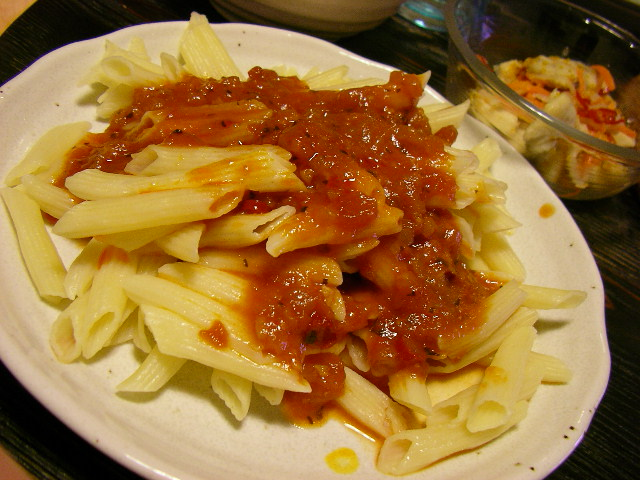
Penne rigate med sås

Penne är ett slags cylinderformad pasta. Ordet är pluralformen av italienskans penna, som kommer från samma ord på latin, och betyder fjäder. I Italien produceras denna pasta i två huvudsakliga varianter; penne lisce (släta bitar) och penne rigate (fårade bitar), varav den senare har fåror på varje pastabit. Det finns även pennoni som är en bredare variant. Samma eller liknande former kallas även mostacciolo (en slags penne lisce som är mjuk, i konsistensen) och ziti, som är långa, ihåliga stavar som också är mjuka i konsistensen med fyrkantsformade kanter. Det finns en variant av ziti som är skurna i mindre bitar. Det finns även zitoni, som är en bredare variant av ziti. Pastan kokas traditionsenligt al dente och serveras med såser som pesto, men är även populär i pastasallader.